# Lithops viridis
Lithops viridis är en isörtsväxtart som beskrevs av H. A. Lückhoff. Lithops viridis ingår i släktet Lithops och familjen isörtsväxter. Inga underarter finns listade i Catalogue of Life.